# Al Foster
Pour les articles homonymes, voir Foster.
Aloysius Tyrone Foster, dit AI Foster, est un batteur américain né à Richmond (Virginie) le 18 janvier 1943 et mort le 28 mai 2025 à New York (État de New York).

## Discographie

### Avec Miles Davis
- In concert (1973)
- The Complete Miles Davis at Montreux 1973-1991 : volumes 1 à 5 ;  Palais des congrès le 8 juillet 1973, Casino de Montreux le 8 juillet 1984.
- Dark Magus (1974)
- Agharta et Pangaea (1975)
- Get Up With It (1975)
- The Man with the Horn, titre "Fat Time" (Miles Davis, 1981)
- We Want Miles (Miles Davis, 1981)
- Decoy (Miles Davis, 1984)
- Amandla, titre "Mr Pastorius" (Miles Davis, 1989)

### Avec d'autres musiciens
- In, Out And Around (avec Mike Nock, 1978)
- Nubia (avec Sonny Rollins, 1978)
- Elegie For Bill Evans (avec Richie Beirach, 1981)
- It's About Time (avec J. MCLean, McCoy Tyner, 1985)
- Life's Magic avec Steve Kuhn (piano) et Ron Carter (basse), enregistrement live au Village Vanguard, 1986
- The Vanguard date avec Steve Kuhn (piano) et Ron Carter (basse), enregistrement au Village Vanguard, 1986
- So Near, So Far (Henderson, 1992)
- I Remember Miles (avec Shirley Horn, 1998)
- McCoy Tyner With Stanley Clarke and Al Foster (avec McCoy Tyner,Stanley Clarke,  1999)
- McCoy Tyner plays John Coltrane (avec McCoy Tyner, 2001)
- Oh! (ScoLoHoFo)  avec Joe Lovano, John Scofield, Dave Holland, 2003)
- Love, Peace and Jazz! Live at the Village Vanguard avec Eli Degibri, Kevin Hays, Doug Weiss, 2008)
- Al Foster Quintet au New Morning Paris (DVD) avec Aaron Goldberg et George Colligan (piano), Eli Degibri (saxo), Doug Weiss (basse), Eddie Henderson (trompette)